# Auguste Avice
Auguste Marie Avice, né 17 mai 1866 et mort le 25 janvier 1945, est l'un des voyants de l'apparition mariale qui serait survenue dans le village de Pontmain (Mayenne) le 17 janvier 1871 (apparition reconnue par l'Église catholique). Après cela, il entre chez les jésuites et part comme missionnaire en Chine. Il meurt le 25 janvier 1945.

## Biographie

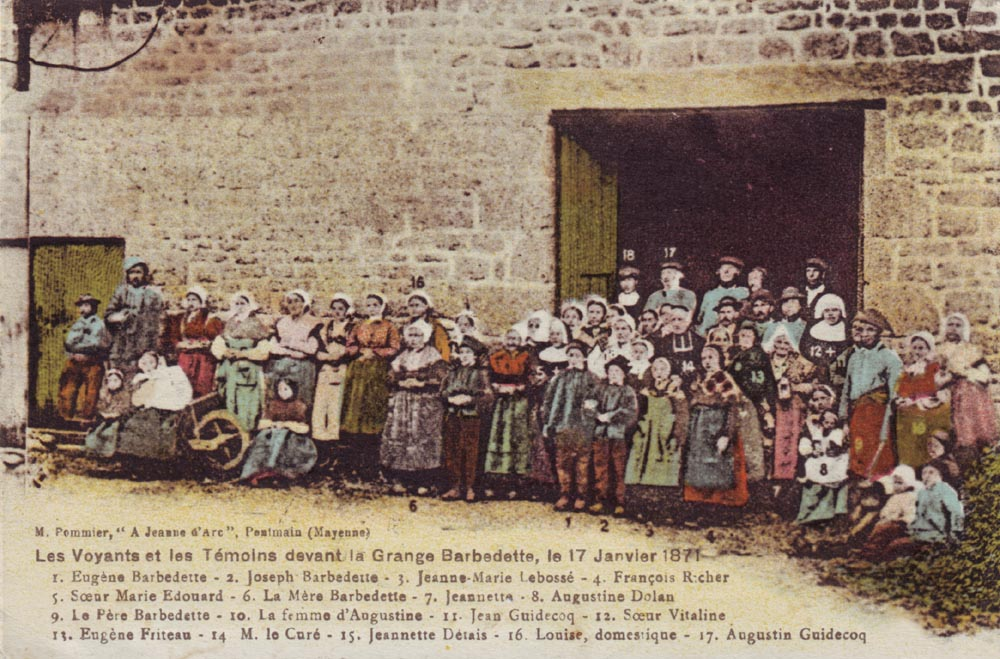
Joseph Barbedette (au centre) entouré des autres voyants et témoins de l'apparition devant la grange familiale.

Auguste Avice est né en 1866.

### L'apparition

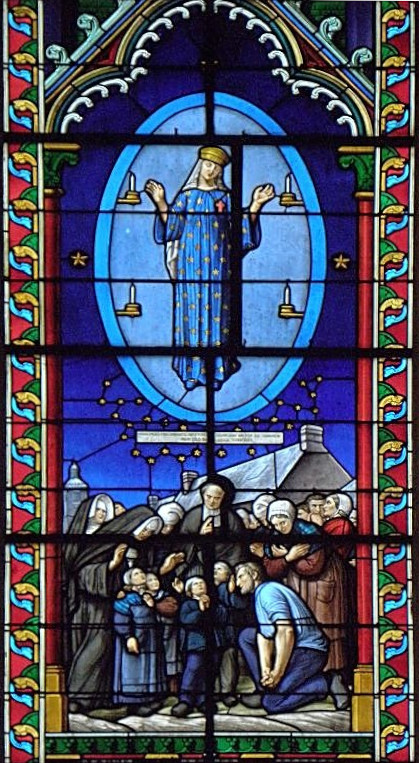
Les voyants et la foule lors de l'apparition.

Le 17 janvier 1871, alors qu'il aide son père à préparer la nourriture pour le bétail dans la grange familiale, Eugène Barbedette (douze ans) aperçoit une « Belle Dame » vêtue d'une robe couverte d'étoiles et d'un voile noir flottant au-dessus de la maison d'en face. Le curé, l'abbé Michel Guérin, et les habitants du village, informés de ce qui est en train de se produire, se réunissent autour de la famille Barbedette et se mettent à prier,.
Auguste Avice est âgé de 4 ans et demi lors de l'apparition. Il est dans les bras de son père lorsque celui-ci rejoint le groupe de villageois rassemblés dans la rue. Auguste dit à son père qu'il voit la Vierge, comme les autres enfants. Son père lui demande de « regarder mais de ne rien dire ». Il perd son père en septembre 1872 et sa mère en 1873. Les huit enfants sont alors dispersés. Mis au collège apostolique de Poitiers, il tombe malade. Il revient à Laval (en Mayenne) où il continue ses études au collège de l'Immaculée-Conception. Au cours d'une visite à l'orphelinat, une institutrice lui fait un instant trahir son secret. Elle lui dit :

- « Oh ! ça ne m'étonne pas que vous n'ayez pas vu la Sainte Vierge : vous êtes bien de trop méchant ! »

- « Pardon, Mademoiselle, je l'ai vue, mais papa m'a défendu de le dire. »

(Il avait alors de 7 à 8 ans).
Durant leur vie familiale, Philomène Avice, l'une des deux sœurs qui avaient accompagné le père à la grange, avait observé un changement dans la conduite de son petit frère : « Depuis ce jour de l'Apparition, il ne paraissait avoir d'autre préoccupation que celle de dire la messe (...) À cet  effet, les chaises étaient très souvent dans un monceau, afin de bâtir son église et de prêcher (...). Dès que j'étais arrivée de l'école, il me fallait répondre au chapelet ou à la messe - ce qui ne m'allait pas du tout- »

### Carrière ecclésiastique
Il entre chez les Jésuites en 1881. Il ne devient pas prêtre, mais sert dans les missions de Chine, comme frère coadjuteur de la Compagnie de Jésus pendant 74 ans de vie religieuse,. Son supérieur l'encouragea à garder le secret de sa vision. 
Procureur de sa mission à Yang King Pang (dans l'ancienne concession française de Shanghaï), il meurt le 25 janvier 1945, après avoir confirmé :« Oui, c'est vrai, j'ai bien vu la sainte Vierge. »
C'est peu de temps avant de mourir (le 31 janvier 1915), et discrètement, que Sœur Philomène a révélé ce voyant ignoré, dans une lettre au chanoine Cousin, qui ne fut communiquée à l'évêché de Laval que dix ans plus tard.
Auguste Avice, alors frère missionnaire en Chine, est joint en 1920. Il répond : « j'ai toujours regardé la conduite de mon bon père comme dictée par la Sainte Vierge elle-même. Les directives que m'ont données mes supérieurs durant ma jeunesse ont été constamment dans le même sens. L'apparition de Marie à Pontmain a été démontrée par les quatre témoins qu'elle a voulu se choisir et ma conviction est que les faveurs qu'elle a pu faire à d'autres le 17 janvier 1871 doivent rester dans le domaine privé, et n'en point sortir ».